# Hoya rupicola
Hoya rupicola là một loài thực vật có hoa trong họ La bố ma. Loài này được (K.D. Hill) P.I. Forst. & Liddle mô tả khoa học đầu tiên năm 1991.